# Procnias averano
A araponga-do-nordeste ou araponga-de-barbela (Procnias averano) é uma ave passeriforme da família Cotingidae.
A araponga-do-nordeste mede aproximadamente 28 cm de comprimento e pesa cerca de 180 gramas. Existem duas subespécies: P. a. averano, que ocorre no nordeste do Brasil; e P. a. carnobarba, encontrada na Venezuela, Trinidad e Tobago, extremo nordeste da Colômbia, oeste da Guiana e norte do Brasil.